# لارش
لارش هي منظمة تطوعية دولية خاصة تعمل من أجل بناء ونمو المنازل والبرامج وشبكات الدعم مع الأشخاص ذوي الإعاقات الذهنية. تأسست عام 1964 عندما استضاف جان فانيه، نجل الحاكم الكندي جورج فانيه وزوجته بولين فانيه، رجلين معاقين في منزله في بلدة تروسلي برويل بفرنسا. تُعد لارش اليوم منظمة دولية تدير 153 مجتمعًا في 38 دولة في خمس قارات.
تُنظَّم لارش في جميع أنحاء العالم في مجموعات إقليمية ووطنية من وكالات مستقلة تدار محليًا وتسمى «المجتمعات». يتضمن كل مجتمع تابع للارش عادة عدد من المنازل والشقق وبرامج نهارية أيضًا في كثير من الحالات.

## التاريخ
أدرك فانيه معاناة الآلاف من الأشخاص الذين يعانون من إعاقات في النمو في عام 1964 من خلال صداقته مع الأب توماس فيليب (كاهن الروم الكاثوليك في الرهبنة الدومينيكية). شعر فانيه بإلهام الله له بدعوة رجلين، رافائيل سيمي وفيليب سيو، لمغادرة المؤسسات التي يقيمان فيها ومشاركة حياتهما معه في منزل في تروسلي برويل في فرنسا. أطلق على منزله اسم «لارش»، وهو المعنى الفرنسي لكلمة السفينة أو الفُلك كما هو الحال في سفينة نوح (فُلك نوح). تتوفر مجموعة من الأدوات السمعية البصرية من لارش تروسلي برويل في كلية سانت ميخائيل بجامعة تورونتو.
تأسس أول مجتمع في كندا ويُدعى لارش داي بريك في عام 1969 في ريتشموند هيل في أونتاريو بالقرب من تورونتو. كان سو موستيلر، الذي عاش مع مجتمع داي بريك لمدة 40 عامًا، أول منسق دولي للارش بعد جان فانيه. عاش الكاهن الهولندي والكاتب الروحي هنري نووين مع مجتمع داي بريك لعدة سنوات حتى وفاته في عام 1996، وكتب عن تجاربه مع جان فانيه ولارش ومجتمع داي بريك في كتبه مثل «الطريق إلى داي بريك: رحلة روحية» وكتاب «آدم: حبيب الله». توجد المحفوظات المؤسسية والمجتمعية لمجتمع داي بريك في كلية سانت ميخائيل في تورونتو.
تأسس أول مجتمع في المملكة المتحدة في عام 1973 في بارفريستون في مقاطعة كنت من خلال جهود أخت جان فانيه تيريز فانيه. نمت لارش كنت منذ ذلك الحين إلى مجتمع مكون من ثلاثة منازل تقليدية تابعة للارش، وهو مشروع بستنة يسمى «ذا غليب»، وشقق معيشة مُدعمة لاثني عشر شخصًا معاقًا.
تشترك مجتمعات لارش في فلسفة ونهج مشتركين على الرغم من وجودها في العديد من الثقافات المختلفة وعكسها للتركيبة العرقية والدينية للأماكن التي توجد فيها. يعيش الأشخاص ذوو الإعاقة في النمو وأولئك الذين يساعدونهم ويعملون معًا لبناء المنازل. يقول ميثاق لارش: «تريد لارش أن تكون علامة على الأمل في هذا العالم المنقسم. تسعى مجتمعاتها التي تأسست على أساس علاقات العهد بين الناس ذوي القدرات الفكرية المختلفة والأصل الاجتماعي والدين والثقافة إلى أن تكون علامات على الوحدة والإخلاص والمصالحة». يحدد الميثاق أهداف ومبادئ وهوية لارش.
تلتزم جميع مجتمعات الاتحاد الدولي للارش بتحقيق هذه المبادئ. اجتمعت المجالس الدولية للارش ومنظمة أخرى للأشخاص ذوي الإعاقة أسسها فانيه تُدعى «إيمان ونور» لأول مرة في مارس عام 2008 في اجتماع مشترك في لفيف في أوكرانيا. مثل المجلس الدولي للارش 30 شخصًا من 14 دولة، ومثل المجلس الدولي لمنظمة إيمان ونور 19 شخصًا من 17 دولة بما في ذلك فرنسا وبلجيكا وسويسرا وبريطانيا العظمى وأيرلندا والهند وكندا والولايات المتحدة الأمريكية وجمهورية الدومينيكان وهندوراس والبرازيل وأوغندا ونيوزيلندا والفلبين وإيطاليا.